# Canicattì

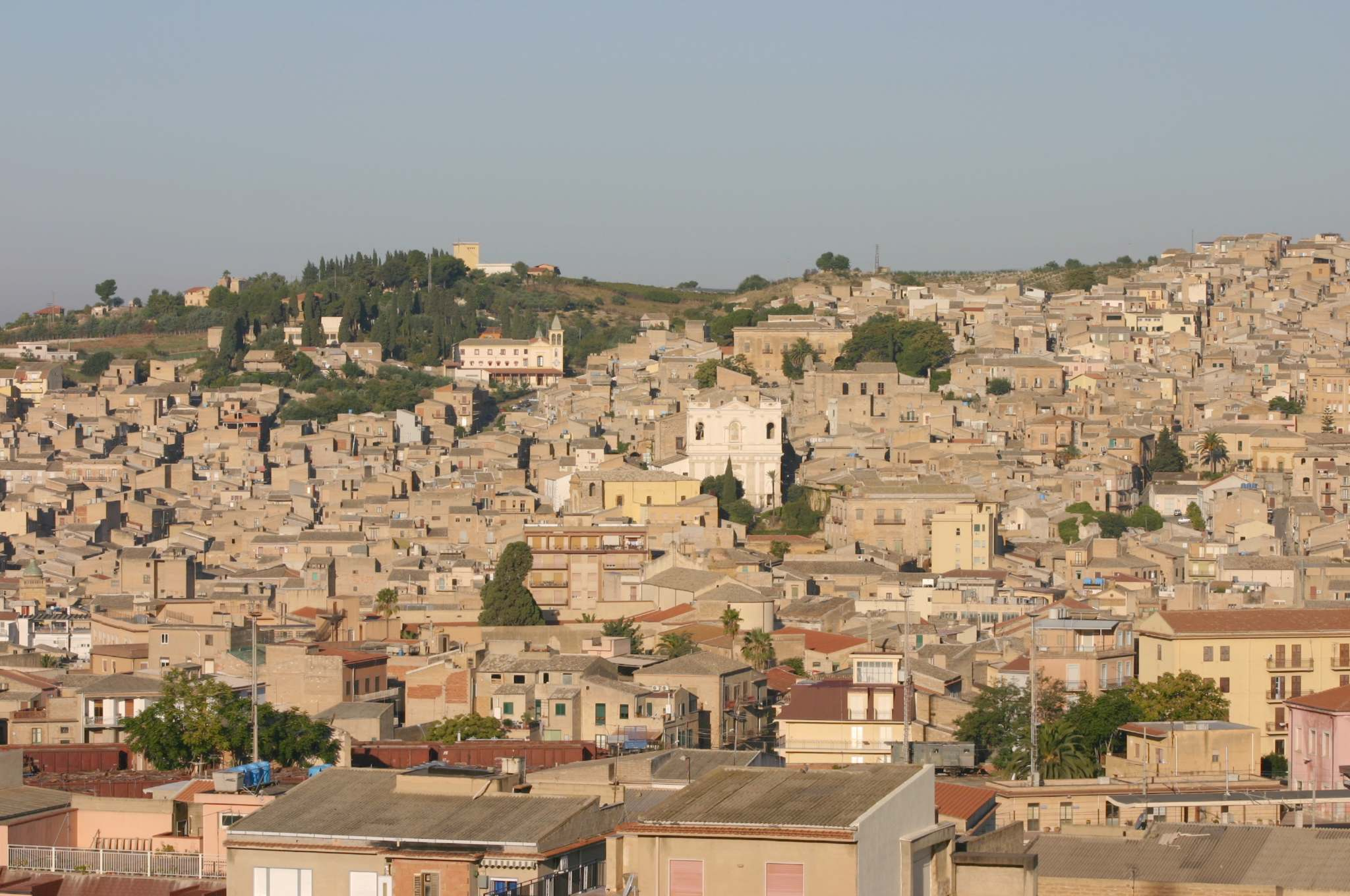
Centro histórico de Canicattì

Canicattì [kanikatˈti] é uma comuna italiana situada na província de Agrigento , na ilha da Sicília.

## Geografia
Canicattì está localizada no alto vale do rio  Naro,  rodeada por muitas montanhas de pequena altura.
Estende-se por uma área de 91 km², tendo uma população de  31.654 habitantes, com uma densidade populacional de 348 hab/km².
Faz fronteira com Caltanissetta, Castrofilippo, Delia, Montedoro, Naro, Racalmuto e Serradifalco.
É uma zona bastante fértil para o cultivo de amêndoa, uva, pêssego e outras frutas.

## História
O nome do Canicattì é originário do árabe "Al Qattà", que lhe foi atribuído à época em que a Sicília esteve sob domínio muçulmano, mas a origem de Canicattì é muito mais antiga. Vestígios arqueológicos encontrados na cidade e áreas adjacentes testemunham que a região já era habitada, antes do tempo dos romanos, quando, provavelmente, chamava-se "Corconiana".

## Demografia
| Variação demográfica do município entre 1861 e 2011                               |
|                                                                                   |
| Fonte: Istituto Nazionale di Statistica (ISTAT) - Elaboração gráfica da Wikipedia |

## Cultura
A cidade é conhecida por sua Accademia del Parnaso, inaugurada em 1922. 

Destaque-se, também:
- a igreja Madre San Pancrazio,
- o Teatro Sociale
- o Palazzo Bartoccelli